# Janczewice
Janczewice (prononciation : [jant͡ʂɛˈvit͡sɛ]) est un village polonais de la gmina de Lesznowola dans le powiat de Piaseczno de la voïvodie de Mazovie dans le centre-est de la Pologne.
Il se situe à environ 3 kilomètres au nord de Lesznowola (siège de la gmina), 8 kilomètres au nord-ouest de Piaseczno (siège du powiat) et à 13 kilomètres au sud de Varsovie (capitale de la Pologne).
Le village compte approximativement une population de 165 habitants en 2010.

## Histoire
De 1975 à 1998, le village appartenait administrativement à la voïvodie de Varsovie.